# Islandzcy arcymistrzowie szachowi
Lista islandzkich szachistów, posiadających tytuły arcymistrzów (GM) i arcymistrzyń (WGM), zarówno w grze klasycznej, korespondencyjnej, kompozycji szachowej, jak i w rozwiązywaniu zadań szachowych oraz tytuły arcymistrzów honorowych (HGM), przyznawanych za osiągnięcia w przeszłości. Obejmuje także zawodników, którzy barwy Islandii reprezentowali tylko w pewnym okresie swojego życia.

## Szachy klasyczne

### arcymistrzowie
| Zawodnicy                 | Rok urodzenia | Rok śmierci | Rok nadania | Uwagi                    |
| ------------------------- | ------------- | ----------- | ----------- | ------------------------ |
| Jón Árnason               | 1960          |             | 1986        |                          |
| Henrik Danielsen          | 1966          |             | 1996        | pochodzenie duńskie      |
| Bobby Fischer             | 1943          | 2008        | 1957        | pochodzenie amerykańskie |
| Helgi Áss Grétarsson      | 1977          |             | 1994        |                          |
| Hjörvar Steinn Grétarsson | 1993          |             | 2013        |                          |
| Jóhann Hjartarson         | 1963          |             | 1985        |                          |
| Stefán Kristjánsson       | 1982          |             | 2011        |                          |
| Friðrik Ólafsson          | 1935          |             | 1958        |                          |
| Helgi Ólafsson            | 1956          |             | 1985        |                          |
| Margeir Pétursson         | 1960          |             | 1986        |                          |
| Guðmundur Sigurjónsson    | 1947          |             | 1975        |                          |
| Hannes Stefánsson         | 1972          |             | 1993        |                          |
| Héðinn Steingrímsson      | 1975          |             | 2007        |                          |
| Þröstur Þórhallsson       | 1969          |             | 1996        |                          |

### arcymistrzynie
| Zawodniczki      | Rok urodzenia | Rok śmierci | Rok nadania | Uwagi               |
| ---------------- | ------------- | ----------- | ----------- | ------------------- |
| Lenka Ptáčníková | 1976          |             | 2000        | pochodzenie czeskie |

## Szachy korespondencyjne

### arcymistrzowie
| Zawodnicy         | Rok urodzenia | Rok śmierci | Rok nadania | Uwagi |
| ----------------- | ------------- | ----------- | ----------- | ----- |
| Bragi Þorbergsson | ?             |             | 1998        |       |
| Hannes Ólafsson   | ?             |             | 1995        |       |